# Paul Pierre Méouchi
Paul Pierre Méouchi (né à Jezzine dans l'Empire ottoman (aujourd'hui au Liban) le 1er avril 1894, mort à Beyrouth le 11 janvier 1975) est patriarche maronite d'Antioche et de tout l'Orient de 1955 à 1975 et cardinal.
Il est créé cardinal de l'Église catholique par le pape Paul VI lors du consistoire du 22 février 1965.

## Biographie
Moran Mor Paul Peter Meouchi est né à Jezzine (Liban) le 1er avril 1894. Il étudie au collège de la Sagesse à Achrafieh, dans le district de Beyrouth, puis à Rome, à l'Université pontificale urbanienne et à l'Université pontificale grégorienne.
Il est ordonné prêtre à Rome le 7 décembre 1917 et est secrétaire des évêques maronites de Saïda et de Tyr. Après avoir assisté à une visite de l'évêque de Tyr aux États-Unis en 1920, il reste aux États-Unis jusqu'en 1934, au service des communautés maronites, en particulier dans l'Indiana, le Connecticut et la Californie.
Il est élu évêque maronite de Tyr le 29 avril 1934 et consacré le 8 décembre 1934 à Bkerké par le patriarche maronite d'Antioche, Anthony Peter Arida. Ses co-consécrateurs sont Augustin Bostani, éparche de Sidon, et Pierre Feghali, évêque titulaire d'Épiphanie-en-Syrie (de). Il choisit comme devise épiscopale Gloria Libani data est ei.
Paul Pierre Méouchi est élu par le synode des évêques de son Église patriarche d'Antioche des Maronites le 25 mai 1955. Il assiste aux trois premières sessions du concile Vatican II de 1962 à 1965, où il a pris la parole pour défendre les droits des patriarches de décourager l'émigration des chrétiens du Moyen-Orient. Le 22 février 1965, il est créé cardinal par le pape Paul VI, il est le premier maronite à devenir cardinal. À la suite du motu proprio Ad purpuratorum patrum collegium il a été élevé — comme de coutume chez les patriarches catholiques orientaux — au rang de cardinal-évêque sans diocèse suburbicaire.
Paul Pierre Méouchi est président du synode des évêques de l'Église maronite de 1969 à sa mort et président de l’Assemblée des patriarches et des évêques catholiques au Liban de 1970 à sa mort.
D'un point de vue politique, son action en tant que patriarche du maronite visait à promouvoir la réconciliation entre tous les Libanais, chrétiens et musulmans. Il est un partisan du nationalisme arabe, s'opposant ainsi à l'ancien président pro-américain du Liban, Camille Chamoun.
Il est mort le 11 janvier 1975 dans le patriarcat catholique maronite de Bkerké, au Liban, où il est enterré.